# Épagny (Aisne)
Épagny è un comune francese di 341 abitanti situato nel dipartimento dell'Aisne della regione dell'Alta Francia.

## Società

### Evoluzione demografica
Abitanti censiti